# Carro-bomba

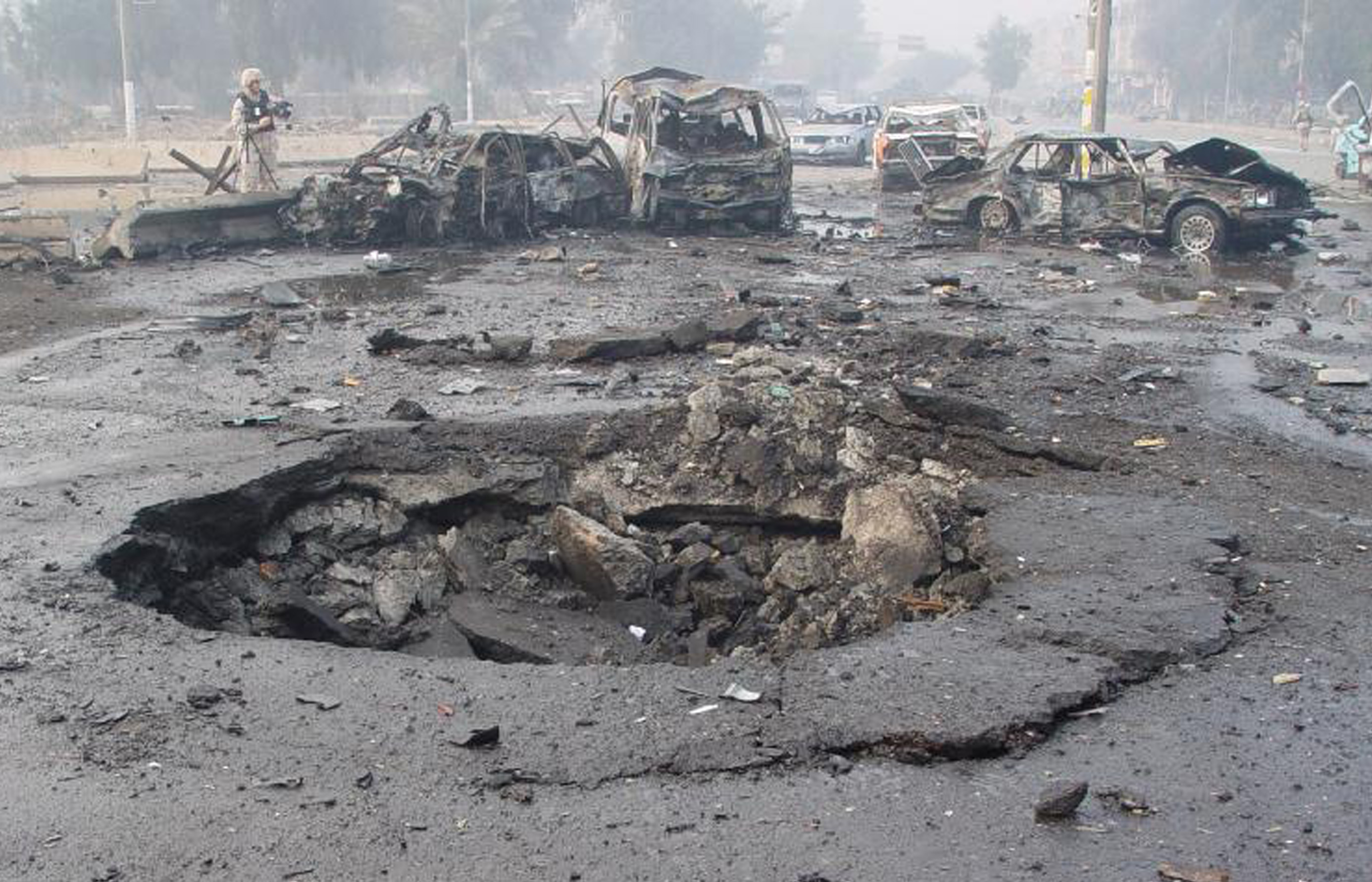
Uma rua de Bagdá após a explosão de um carro-bomba.

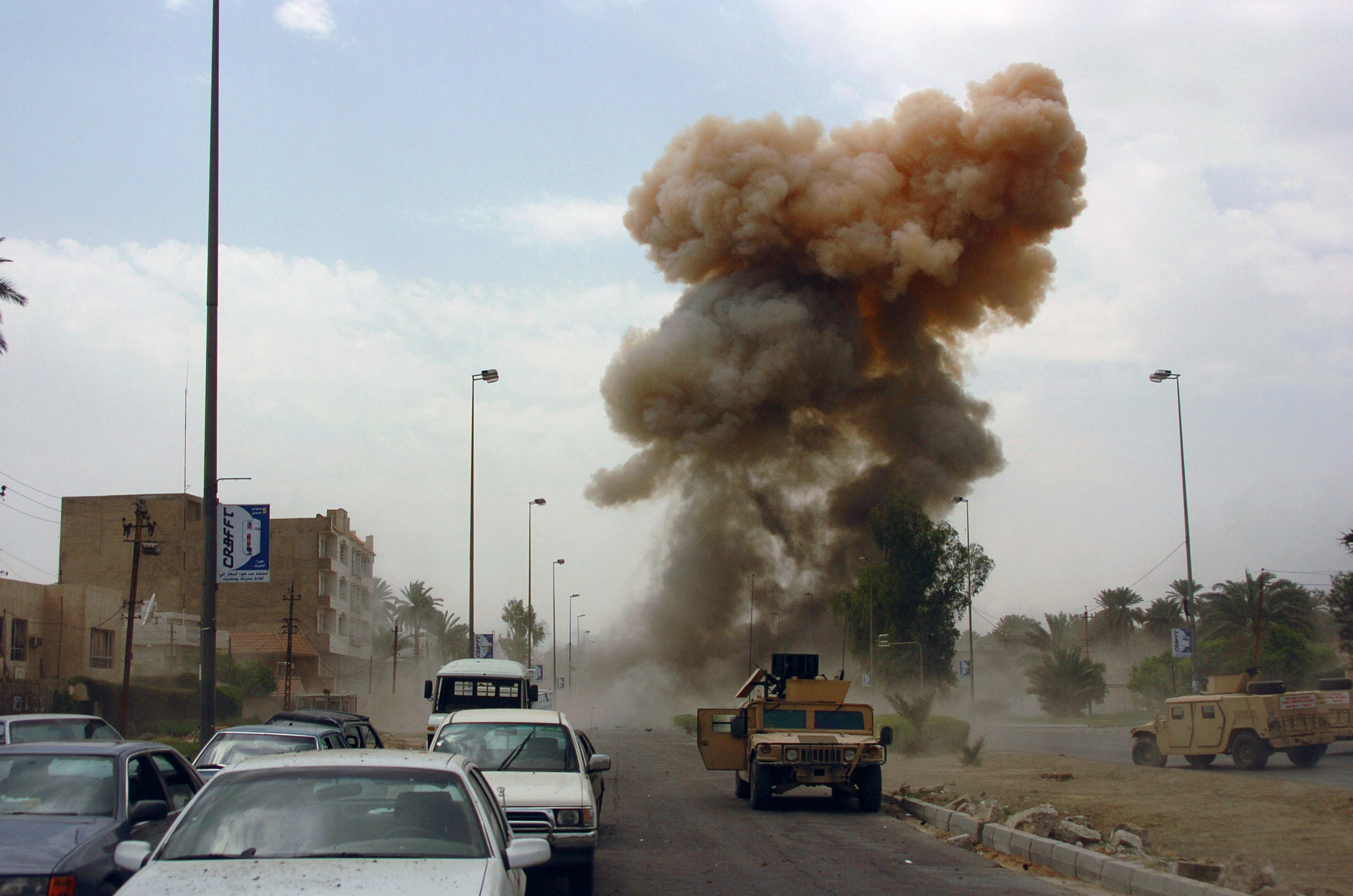
Uma coluna de fumaça que se ergueu após a explosão de carro-bomba no Iraque, em 2005.

Um carro-bomba ou carro armadilhado  é um automóvel equipado com explosivos que podem ser guiados por um terrorista ou outra pessoa, provocando um ataque suicida, ou acionados por algum dispositivo eletrônico como um detonador à distância ou um "timer". São normalmente utilizados por grupos radicais e forças especiais, principalmente nos países do Oriente Médio, com o objetivo de causar temor e um número expressivo de mortos.
Carros-bomba podem ser divididos em duas categorias principais: aqueles usados principalmente para matar os ocupantes do veículo (muitas vezes como um assassinato) e aqueles usados como meio de matar, ferir ou danificar pessoas e edifícios fora do veículo. O último tipo pode ser estacionado (o veículo disfarçando a bomba e permitindo que o homem-bomba fuja), ou o veículo pode ser usado para entregar a bomba (geralmente como parte de um atentado suicida).

É comumente usado como arma de terrorismo ou guerrilha para matar pessoas perto do local da explosão ou para danificar edifícios ou outras propriedades. Carros-bomba atuam como seus próprios mecanismos de lançamento e podem transportar uma quantidade relativamente grande de explosivos sem atrair suspeitas. Em veículos e caminhões maiores, pesos de cerca de 7 000 libras (3 200 kg) ou mais foram usados, por exemplo, no atentado de Oklahoma City. Carro-bomba são ativados de várias maneiras, incluindo abrir as portas do veículo, dar partida no motor, detonar remotamente, pressionar o acelerador ou os pedais de freio ou simplesmente acender um fusível ou configurar um dispositivo de cronometragem. A gasolina no tanque de combustível do veículo pode tornar a explosão da bomba mais potente, dispersando e inflamando o combustível.